# Slaughter High
Slaughter High is de internationale titel van de Brits/Amerikaanse slasherfilm April Fool's Day die is geregisseerd door George Dugdale, Mark Ezra en Peter Litten uit 1986.
De film zou eerst uitgebracht worden onder de titel April Fool's Day, maar dat moest gewijzigd worden toen Paramount Pictures een gelijknamige film uitbracht in 1986.

## Verhaal
Een groepje studenten haalt een zieke grap uit met nerd Marty Rantzen uit hun klas. Jaren later worden de studenten uitgenodigd voor een reünie op hun oude school. Daar worden ze opgewacht door een onbekende moordenaar met een narrenmasker die hen een voor een vermoord.

## Cast
| Acteur             | Personage                           |
| ------------------ | ----------------------------------- |
| Simon Scuddamore   | Marty Rantzen (als Simon Scudamore) |
| Caroline Munro     | Carol Manning                       |
| Carmine Iannaconne | Skip Pollack                        |
| Donna Yeager       | Stella (als Donna Yaeger)           |
| Gary Martin        | Joe                                 |
| Billy Hartman      | Frank                               |
| Michael Safran     | Ted Harrison (als Michael Saffran)  |
| John Segal         | Carl Putney                         |
| Kelly Baker        | Nancy                               |
| Sally Cross        | Susan                               |
| Josephine Scandi   | Shirley                             |
| Marc Smith         | Coach                               |
| Dick Randall       | Manny                               |
| Jon Clark          | Digby                               |

## Trivia
Kort na de filmpremière pleegde de hoofdrolspeler Scuddamore zelfmoord, waarschijnlijk door een opzettelijke overdosis drugs.